# Novi Redant
Novi Redant (en rus: Новый Редант) és un poble de la República d'Ingúixia (Rússia) que el 2010 tenia 3.689 habitants,el 2019 tenia 4.472 habitants. Es troba a la Vall d'Alkhantxurt.

## Geografia
El poble es troba a la vall d'Alkhanchurt, a 16 km al sud-est del centre regional de la ciutat de Malgobek i a 48 km al nord de la ciutat de Magas.
Els assentaments més propers: al nord-est - el poble Aki-Yurt, al nord-oest - el poble Zyazikov-Yurt i més enrere, a la carretera R-296 Mozdok - Chermen - Vladikavkaz - el poble Yuzhnoe i el poble Voznesenskaya, al sud-oest - el poble Nizhnie Achaluki.

## Història
Després de la deportació de txetxens i ingush i l'abolició de Chechen-Ingush ASSR el 1944, es va establir la granja d'alimentació d'Ossètia al lloc del poble actual de Novy Redant, llavors granja de farratge "Alkhanchurtsky" (llavors part de la República Socialista Soviètica Autònoma d'Osètia del Nord).
El 1959, per decret del Presidium del Soviet Suprem de Rússia, el poble de la granja estatal "Alkhanchurtsky" va ser canviat com a poble de Novy Redant